# Oenanthe lugens

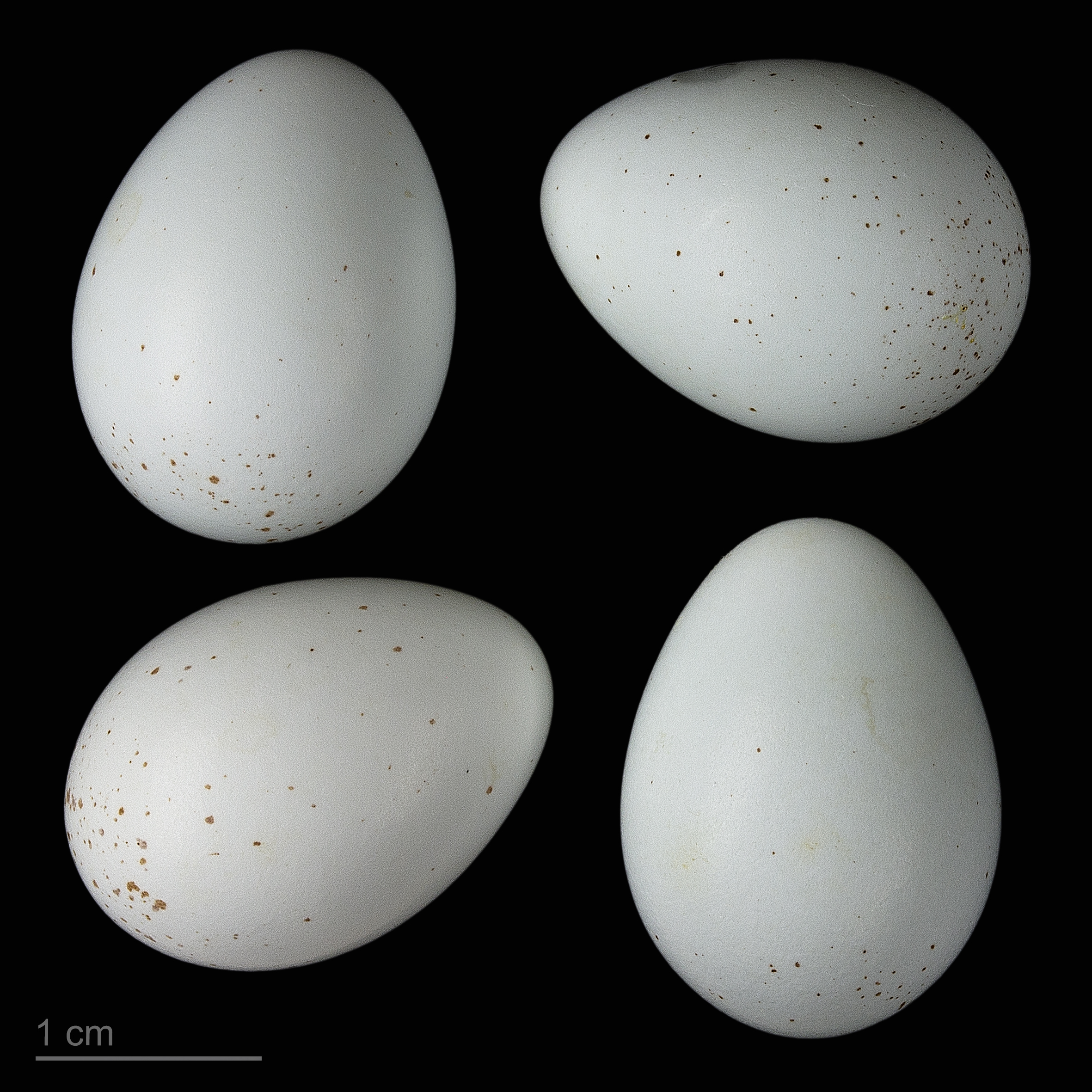
Oenanthe lugens lugens - MHNT

Oenanthe lugens é uma espécie de ave da família Muscicapidae.
Pode ser encontrada nos seguintes países: Argélia, Barém, Chipre, Egito, Eritreia, Etiópia, Irão, Iraque, Israel, Jordânia, Quénia, Kuwait, Líbano, Líbia, Mauritânia, Marrocos, Níger, Omã, Paquistão, Catar, Arábia Saudita, Somália, Sudão, Síria, Tanzânia, Tunísia, Turquia, Emirados Árabes Unidos e Iémen.